# Tracuit Hut

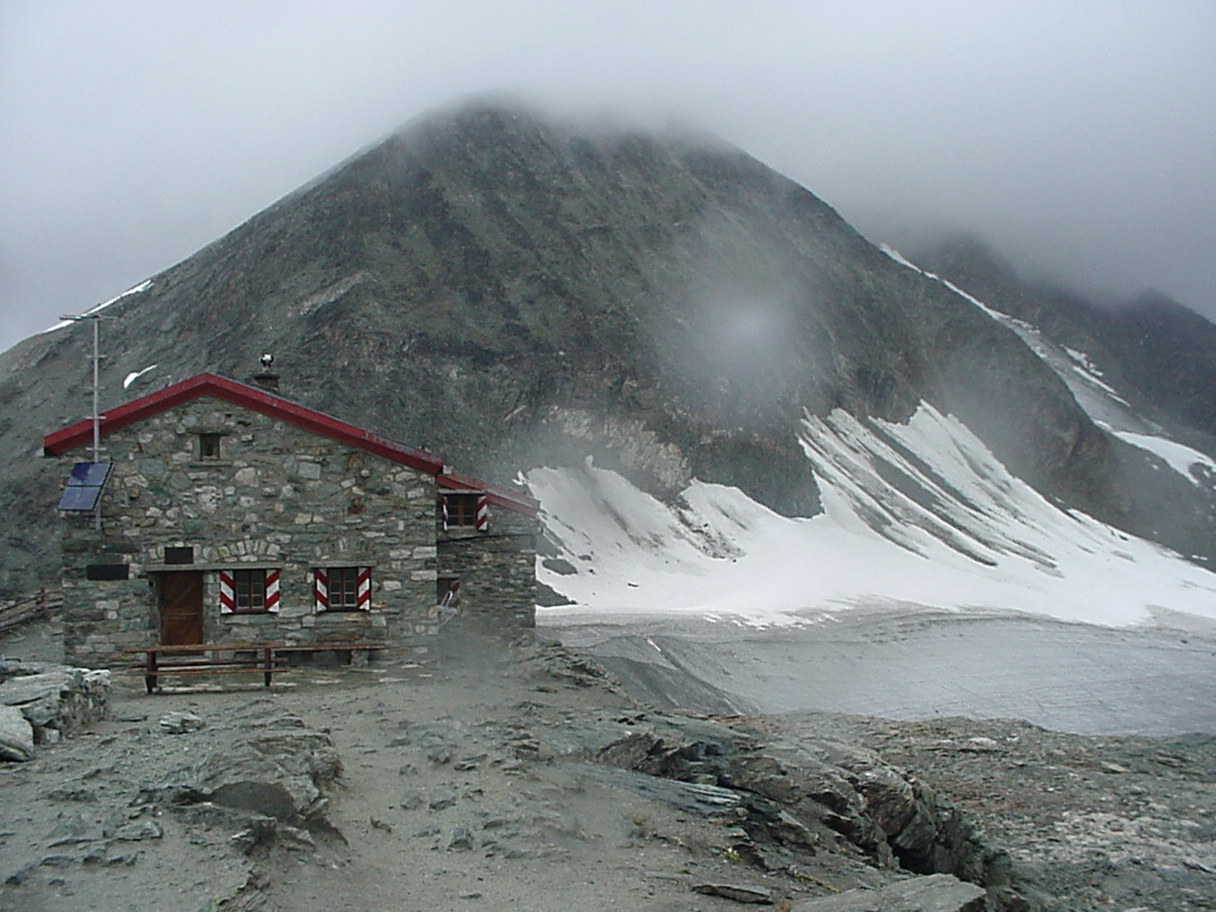
Tracuit Hut menedékház

A Tracuit a Svájci Alpesi Klub magashegyi menedékháza Zinal felett, Wallis kantonban, a Pennini-Alpokban. A menedékház 3256 méter magasan fekszik, a Truit hágó közelében. A Tracuit Hut kiinduló pont a Bishorn, a Weisshorn és a Les Diablons hegymászóinak.
A menedékház egy ösvényen érhető el a nyugati lejtőn. A menedékháztól keletre van a Turtmann-gelccser.